# Helena Neves
Maria Helena Augusto das Neves Gorjão (Lisboa, 17 de junio de 1945), más conocida como Helena Neves, es una política, profesora y feminista comunista portuguesa, opositora al régimen del Estado Novo en Portugal. Fue diputada parlamentaria en la Asamblea de la República, en 2001-2002. También fue profesora de género y movimiento de mujeres en la Universidade Lusófona de Lisboa.

## Trayectoria
Maria Helena Augusto das Neves Gorjão nació en Lisboa, el 17 de junio de 1945. Su abuelo paterno fue anarquista y ateo, pero su padre era partidario de António de Oliveira Salazar, el dictador portugués, y empleado de la Fundação Nacional para Alegria no Trabalho (Fundación para la Alegría en el Trabajo), un organismo patrocinado por el Estado. Su padre obligó a que su madre dejara de ser maestra de escuela primaria para asumir lo que el Estado entonces consideraba su papel natural de "esposa y madre". Neves se unió al Partido Comunista Portugués (PCP) mientras todavía estaba en la escuela secundaria, a los  17 años de edad. En la escuela causó un escándalo al escribir una obra de teatro y hacerla representar delante de los profesores, en la que un antiguo alumno recuerda su paso por el instituto, reviviendo las absurdas prohibiciones y los amores ocultos. Más tarde, estudió Filosofía en la Facultad de Letras de la Universidad de Lisboa, pero fue suspendida durante 40 días y le retiraron su beca debido a sus actividades en el grupo del Partido Comunista  de la Universidad, estas actividades hicieron que fueran atacados por la policía secreta portuguesa, la PIDE. Tras licenciarse, cursó un máster en Sociología en la Universidad NOVA de Lisboa.
Neves, junto con Helena Pato y otras, fundó el Movimento Democrático de Mulheres (Movimiento Democrático de Mujeres - MDM) en 1969. En octubre del mismo año, fue encarcelada en la prisión de Caxias, cerca de Lisboa, por la PIDE, después de haber sido nominada por el Movimiento Democrático Portugués (MDP) como candidata a diputada parlamentaria por Santarém. Su marido, Joaquim Fernando Gorjão Duarte, también fue detenido a su vez. Neves fue liberada tras tres meses de arresto, el tiempo máximo que una persona podía permanecer detenida sin ser juzgada.Tras esta detención se le impidió ejercer la docencia por "no garantizar la Seguridad del Estado" y comenzó después una carrera periodística en el diario Diário de Lisboa, tras un breve paso por un periódico de Santarém antes de que este fuera clausurado por la PIDE. En el Diário de Lisboa dirigió el Suplemento Mujer pero también trabajó en un suplemento sociocultural llamado Mesa Redonda. Lo dejó un año después, cuando le redujeron el sueldo como sanción por haber firmado un documento que exigía libertad de prensa.
En 1970 conoció a la principal activista feminista, María Lamas, que había regresado a Portugal después de un exilio de unos ocho años en París. Se reunían clandestinamente en una capilla que les abrió un sacerdote comprensivo. Neves dice que Lamas tuvo un profundo efecto en ella. Ese mismo año fue elegida directora del Gabinete de Prensa del Sindicato de Empleados de Oficina de Lisboa y Sur de Portugal. Al mismo tiempo, formó parte de un equipo que, de forma semiclandestina, creó en octubre de 1971 la Intersindical Nacional, precursora de la Confederación General de Trabajadores Portugueses (Confederação Geral dos Trabalhadores Portugueses), que hoy es la federación sindical más grande de Portugal. Neves fue la encargada de producir el boletín de la Intersindical.
En 1972 Neves se incorporó a la redacción de la revista Modas e Bordados, el suplemento del diario O Século. Tras desacuerdos editoriales se trasladó a otro periódico, el Jornal República, para editar un suplemento llamado Presença da Mulher (Presencia de la Mujer). Luego la invitaron a trabajar para un nuevo periódico, Actividades Económicas . Viajó a Francia para informar sobre las condiciones que enfrentaban los emigrantes portugueses, y también utilizó el viaje como una oportunidad para construir una red de personas opuestas al régimen de Portugal. Actividades Económicas fue clausurado por la censura casi inmediatamente después de su lanzamiento. En 1972 escribió el texto de Raízes da Nossa Força, un libro de fotografías de Alfredo Cunha sobre niños de barrios marginales de la región de Lisboa. El libro fue confiscado por la PIDE por "incitación". En 1975, otro libro, Mujeres de un tiempo todavía presente, fue confiscado por la policía en la imprenta. De este libro, su cuento "Deolinda" fue seleccionado para una Antología de las Mejores Escrituras Portuguesas Contemporáneas y publicado en 1994.
Neves fue miembro del Consejo Nacional de Paz de Portugal, participó clandestinamente, junto a la historiadora Ana Maria Alves, en una reunión del Consejo Mundial de Paz apoyada por la Unión Soviética, celebrada en Berlín del Este. Candidata parlamentaria para la oposición en 1973, fue detenida por repartir panfletos y no fue liberada hasta el día antes de las elecciones. Neves fue arrestada por tercera vez a principios de abril de 1974. Fue liberada el 25 de abril de 1974 como resultado de la Revolución de los Claveles, que derrocó al régimen autoritario del Estado Novo.
Neves siguió siendo una comunista activa durante algún tiempo después de la Revolución de los Claveles, desempeñando papeles destacados en varios organismos asociados al Partido Comunista. Luego pasó a formar parte del equipo editorial del periódico comunista Avante!. donde fue responsable de cubrir los temas de derechos de las mujeres y sobre la reforma agraria. En 1979 empezó a trabajar en Mulheres, revista femenina dirigida por María Lamas y con la redacción al frente de otra destacada feminista, María Teresa Horta. Neves fue editora principal hasta 1980, cuando fue nombrada directora adjunta, cargo que ocupó hasta 1984, asumiendo la dirección de la revista, de 1984 a 1991, tras la muerte de María Lamas. También colaboró con diversos periódicos y revistas y produjo programas de radio para Radiodifusão Portuguesa. Representando al MDM y al PCP formó parte de una misión que fue a Panamá y Cuba, donde conoció a Fidel Castro.
Neves renunció al Partido Comunista en 1991 y se unió al partido Bloque de Izquierda, sirviendo como diputada en la Asamblea de la República en 2001-02. Fue miembro de la junta directiva de la Asociación para el Estudio de la Mujer (APEM) hasta 1998, en representación de la asociación gubernamental Comissão para a Igualdade e para os Direitos das Mulheres (Comisión para la Igualdad y los Derechos de la Mujer). Neves se convirtió en profesora y miembro del Consejo Universitario de la Universidade Lusófona. También fue investigadora del Centro de Estudios Interdisciplinarios del Siglo XX, de la Universidad de Coimbra. Sus estudios se centraron principalmente en el tema de género y en los movimientos de mujeres y en la obra del matemático y estadístico comunista Bento de Jesus Caraça,

## Obra
- CUNHA, Alfredo (1972), Raízes da Nossa Força . (Texto de Helena Neves).
- NEVES, Helena (1975), Mulheres de um Tempo ainda presente. Orión, Amadora, Lisboa.
- NEVES, Helena (1988), Apontamentos para a História do MDM – o retomar dos gestos, MDM.
- NEVES, Helena (1999), Abril/Mulher, CML, MRR.
- NEVES, Helena (2001), O Estado Novo e as Mulheres, Lisboa, Câmara Municipal, Biblioteca Museu República e Resistência.
- 2004. Sexualidad y poder . En A Comuna, nº 4, marzo de 2004, pp. 24–31.